# Мукамбу (Сеара)
Мукамбу (порт. Mucambo)  —  муниципалитет в Бразилии, входит в штат Сеара. Составная часть мезорегиона Северо-запад штата Сеара. Входит в экономико-статистический  микрорегион Собрал. Население составляет 15 185 человек на 2006 год. Занимает площадь 190,538 км². Плотность населения — 79,7 чел./км².
Праздник города —  12 декабря. 

## История
Город основан в 1953 году.

## Статистика
- Валовой внутренний продукт на 2003 составляет 26.192.932,00 реалов (данные: Бразильский институт географии и статистики).
- Валовой внутренний продукт на душу населения на 2004 составляет 1.151,00 реалов (данные: Бразильский институт географии и статистики).
- Индекс развития человеческого потенциала на 2000 составляет 0,629 (данные: Программа развития ООН).

## География
Климат местности: тропическая полупустыня.